# Achillea macrophylla
Achillea macrophylla es una especie de fanerógama perteneciente a la familia de las asteráceas.

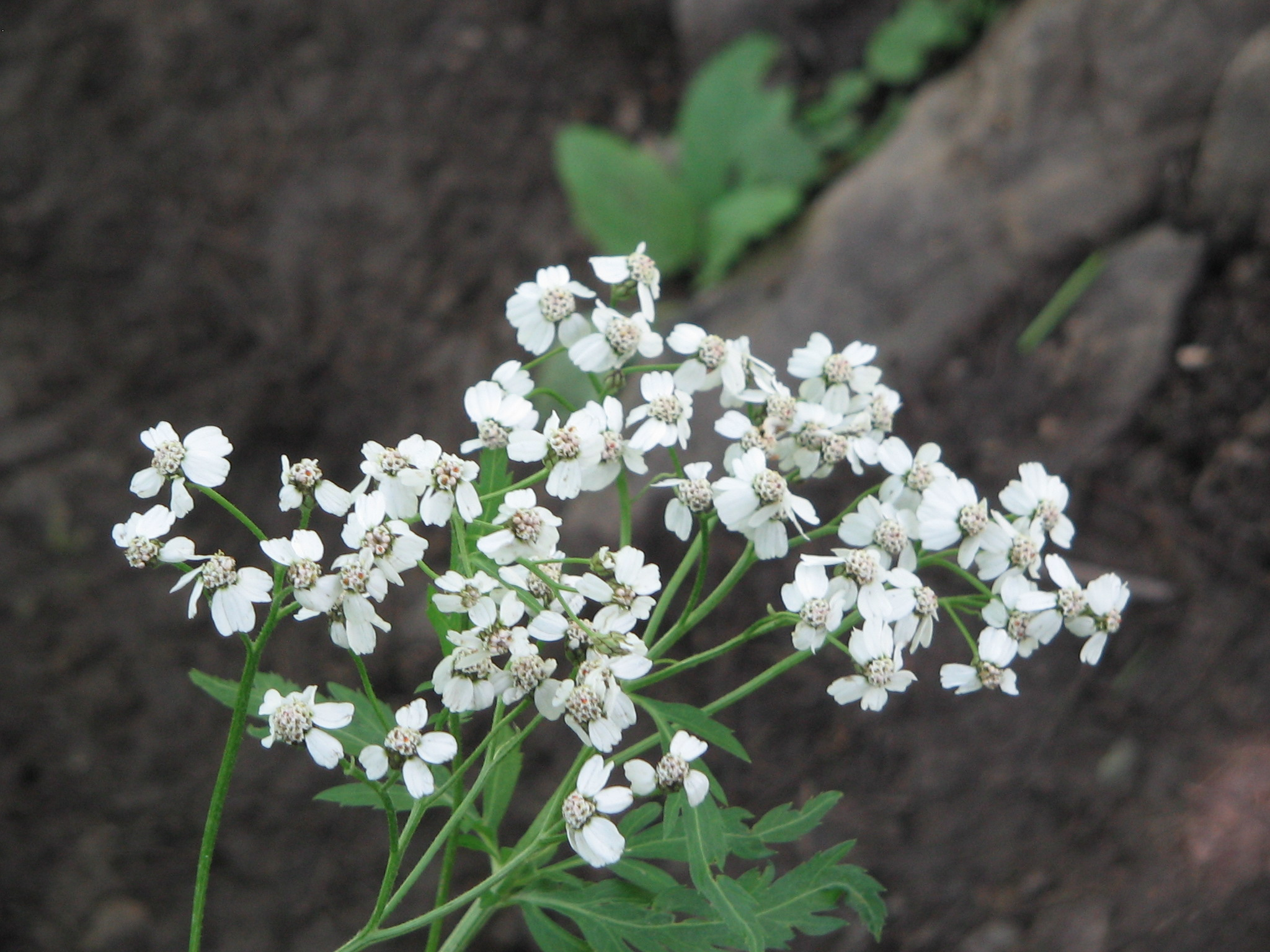
Detalle de las flores

## Distribución geográfica
Es originaria del centro de Europa en lugares sombreados de los Alpes, Saboya, Isère, Drôme, Hautes-Alpes, Alpes-Maritimes.  Suiza, el norte de Italia, Tirol, Carintia.

## Descripción
Es una planta resistente con tallo, de 40 cm a 1 m de altura con rayas pubescentes por lo menos en la parte superior, hojas suaves, anchas, sésiles,  triangular-ovales, peludas con 3-7  segmentos, todas oblongo -lanceoladas, con incisión-dentada, flores de 13-15 mm de ancho. con tallos de casi filamentosos, las flores blancas.

## Taxonomía
Achillea macrophylla fue descrita por   Carlos Linneo y publicado en Sp. Pl. 2: 898. 1753
Etimología
Achillea nombre genérico nombrado en honor de Aquiles. Se ha indicado también que el nombre, más específicamente, proviene de la guerra de Troya, donde Aquiles curó a muchos de sus soldados y al propio rey Télefo, rey de Micenas, utilizando el poder que la milenrama tiene para detener las hemorragias.
macrophylla: epíteto latino que significa "con la hoja grande".
Sinonimia
- Santolina   macrophylla   (L.) Baill.
- Ptarmica macrophylla (L.) DC.
- Chamaemelum macrophyllum (L.) E.H.L.Krause in Sturm
- Achillea latifolia Salisb.[6][7]